# Monnechroma hovorei
Monnechroma hovorei är en skalbaggsart som först beskrevs av Giesbert 1998.  Monnechroma hovorei ingår i släktet Monnechroma och familjen långhorningar.
Artens utbredningsområde är Costa Rica. Inga underarter finns listade i Catalogue of Life.